# Коритник (планина)
Коритник је планина која се налази на јужном делу Косова и Метохије и у североисточном делу Албаније. Висока је 2393 m.